# 14573 Монтебуньйолі
14573 Монтебуньйолі (14573 Montebugnoli) — астероїд головного поясу, відкритий 27 серпня 1998 року.
Тіссеранів параметр щодо Юпітера — 3,563.